# Републикански път III-502
Републикански път IIІ-502 е третокласен път, част от републиканската пътна мрежа на България, преминаващ изцяло по територията на област Велико Търново. Дължината му е 29,1 км.
Пътят се отклонява надясно при 68,9 км на Републикански път I-5 в центъра на град Полски Тръмбеш и се насочва на запад-югозапад през Средната Дунавска равнина, като почти по цялото си протежение следва долината на Елийска река (ляв приток на Янтра). Минава последователно през селата Климентово, Обединение, Долна Липница, Горна Липница и Патреш и на 2,6 км западно от последното се съединява с Републикански път III-405 при неговия 29,8 км.
| Пътища, отклоняващи се надясно (населено място, № на пътя, посока на пътя) | Км   | Пътища, отклоняващи се наляво (посока на пътя, № на пътя, населено място) |
| -------------------------------------------------------------------------- | ---- | ------------------------------------------------------------------------- |
| Община Полски Тръмбеш, I-5, 68,9 км, гр. Полски Тръмбеш →                  | 0,0  | → гр. Полски Тръмбеш, 68,9 км, I-5, Община Полски Тръмбеш                 |
| с. Климентово                                                              | 3,4  | с. Климентово                                                             |
|                                                                            | 7,7  | → общински път (за с. Иванча)                                             |
| (до с. Алеково) III-504, 27,1 км, с. Обединение ←                          | 12,3 | ← с. Обединение, 27,1 км, III-504 (от с. Самоводене)                      |
| Община Павликени                                                           | 14,5 | Община Павликени                                                          |
| с. Долна Липница                                                           | 16,3 | с. Долна Липница                                                          |
| с. Горна Липница                                                           | 21,8 | → с. Горна Липница, общински път (за с. Паскалевец)                       |
| с. Патреш                                                                  | 26,5 | с. Патреш                                                                 |
| (до гр. Свищов) III-405, 29,8 км ←                                         | 29,1 | ← 29,8 км, III-405 (от 98,6 км на I-4)                                    |